# Ratejokk
Ratejokk este o arie protejată (arie specială de conservare — SAC, sit de importanță comunitară — SCI) din Suedia întinsă pe o suprafață de 3,6 ha, integral pe uscat.

## Localizare
Centrul sitului Ratejokk este situat la coordonatele 67°48′52″N 19°33′36″E / 67.8144°N 19.5599°E.

## Înființare
Situl Ratejokk a fost declarat sit de importanță comunitară în iunie 2001 pentru a proteja un număr necunoscut de specii din flora spontană și fauna sălbatică aflate în arealul zonei. Situl a fost protejat și ca arie specială de conservare în decembrie 2009.

## Biodiversitate
Situată în ecoregiunea alpină, aria protejată conține 2 habitate naturale: Pășuni din zone de pădure fino-scandinave, Fânețe montane.
La baza desemnării sitului se află un număr nedeclarat de specii protejate.